# 錫姆薩里安山
86°6′S 132°50′W / 86.100°S 132.833°W
錫姆薩里安山（英語：Mount Simsarian）是南極洲的山峰，位於瑪麗伯德地，處於加德納冰川源頭以南10英里，美國地質調查局根據測量和該國海軍的空中照片繪入地圖，現時由南極條約體系管理。